# Hasemania crenuchoides
Hasemania crenuchoides är en fiskart som beskrevs av Axel Zarske och Géry, 1999. Hasemania crenuchoides ingår i släktet Hasemania och familjen Characidae. Inga underarter finns listade i Catalogue of Life.